# Greifensteinite
La greifensteinite è un minerale.